# ボーモン＝ド＝ロマーニュ
ボーモン＝ド＝ロマーニュ （Beaumont-de-Lomagne）は、フランス、オクシタニー地域圏、タルヌ＝エ＝ガロンヌ県のコミューン。
1276年に創設されたバスティッドを前身とし、大規模な農業定期市とロマーニュ産白ニンニク（fr）の栽培で知られる。

## 人口統計
| 1962年 | 1968年 | 1975年 | 1982年 | 1990年 | 1999年 | 2006年 | 2012年 |
| ------ | ------ | ------ | ------ | ------ | ------ | ------ | ------ |
| 3486   | 3629   | 3625   | 3579   | 3488   | 3690   | 3691   | 3797   |

1962年から1999年までは複数コミューンに住所登録をする者の重複分を除いたもの。それ以降は当該コミューンの人口統計に依る。
参照元：1999年まで Ldh/EHESS/Cassini、2004年以降INSEE

## 史跡

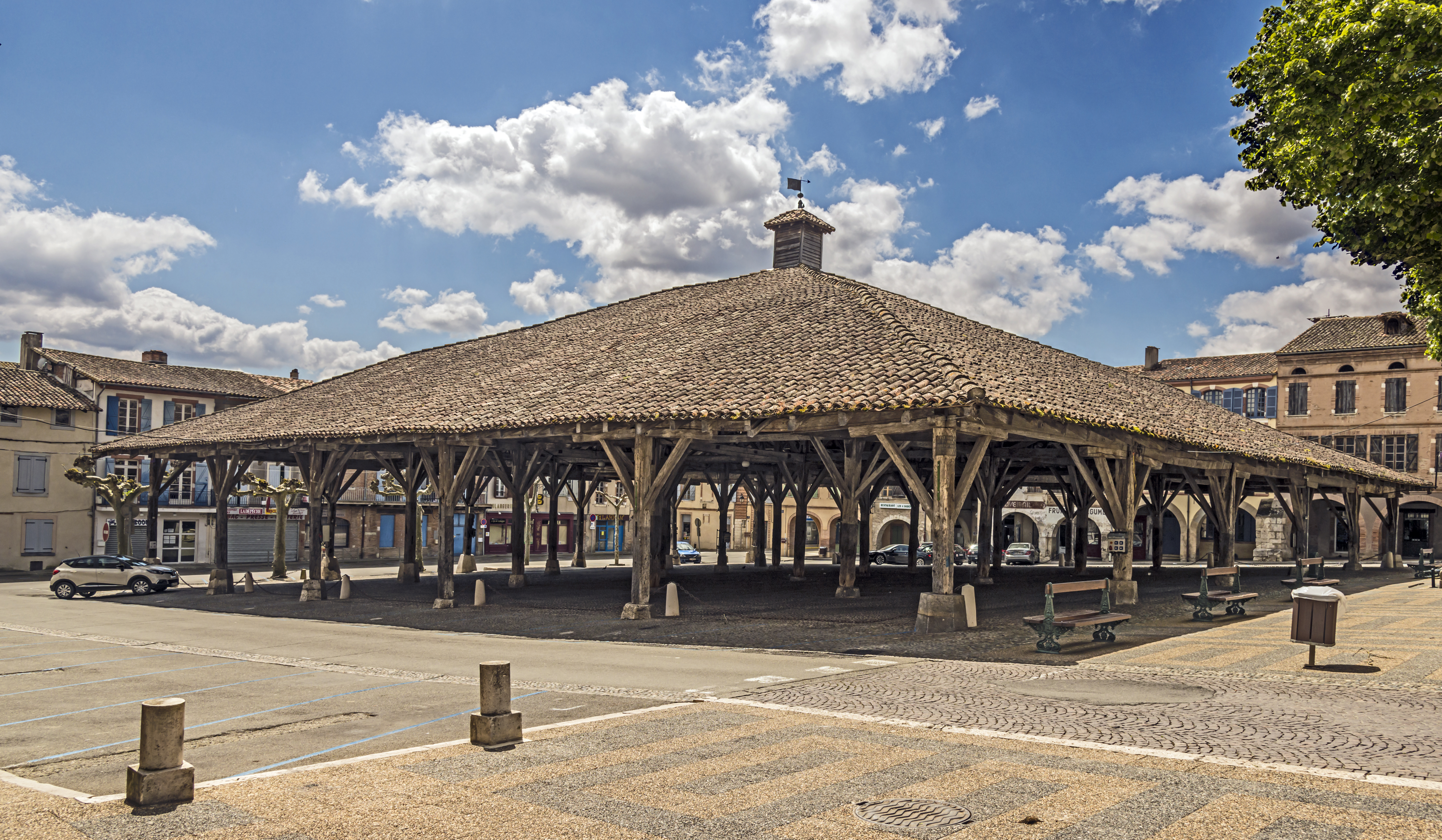
14世紀に市が開かれていたアル
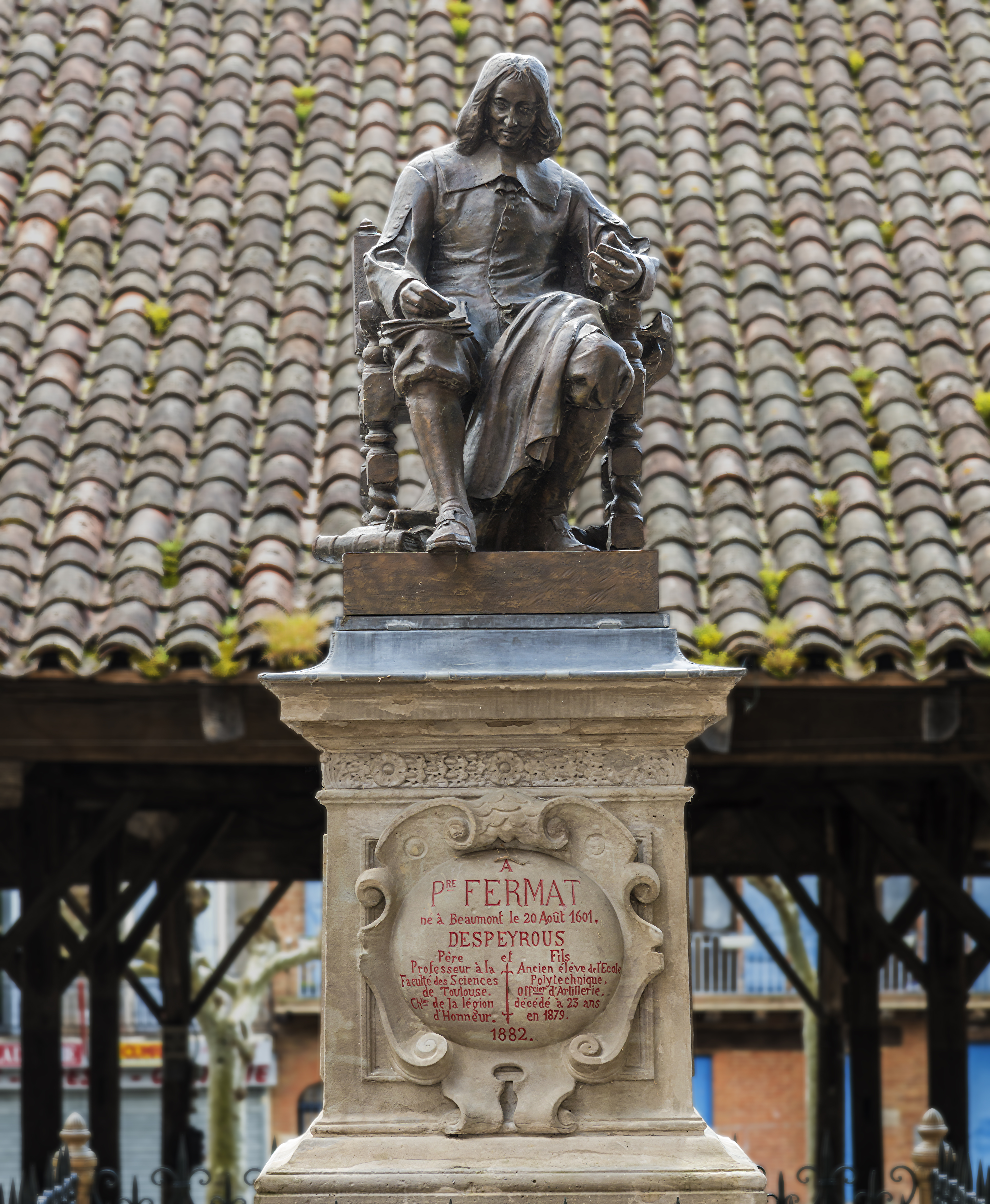
フェルマー像
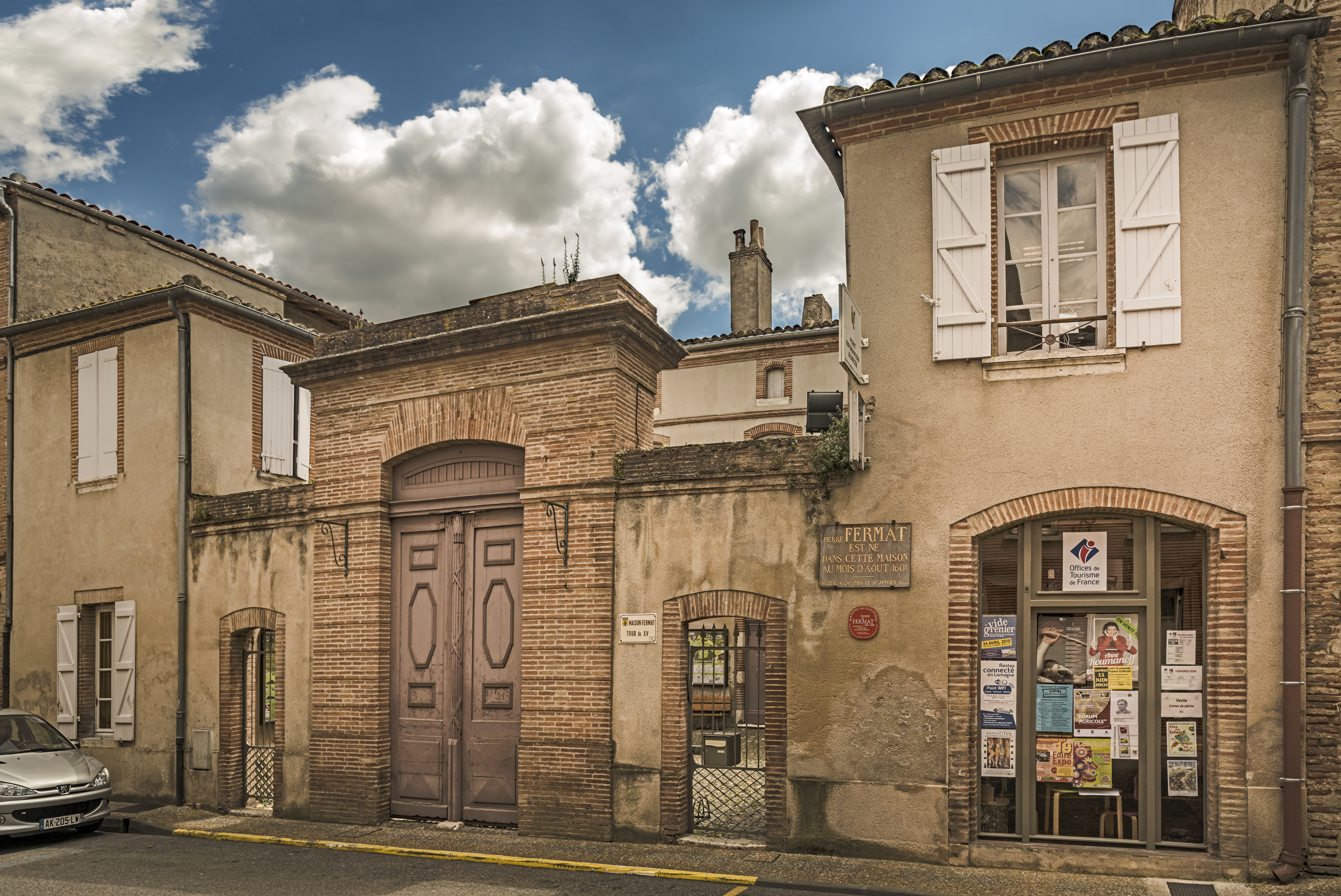
フェルマー邸
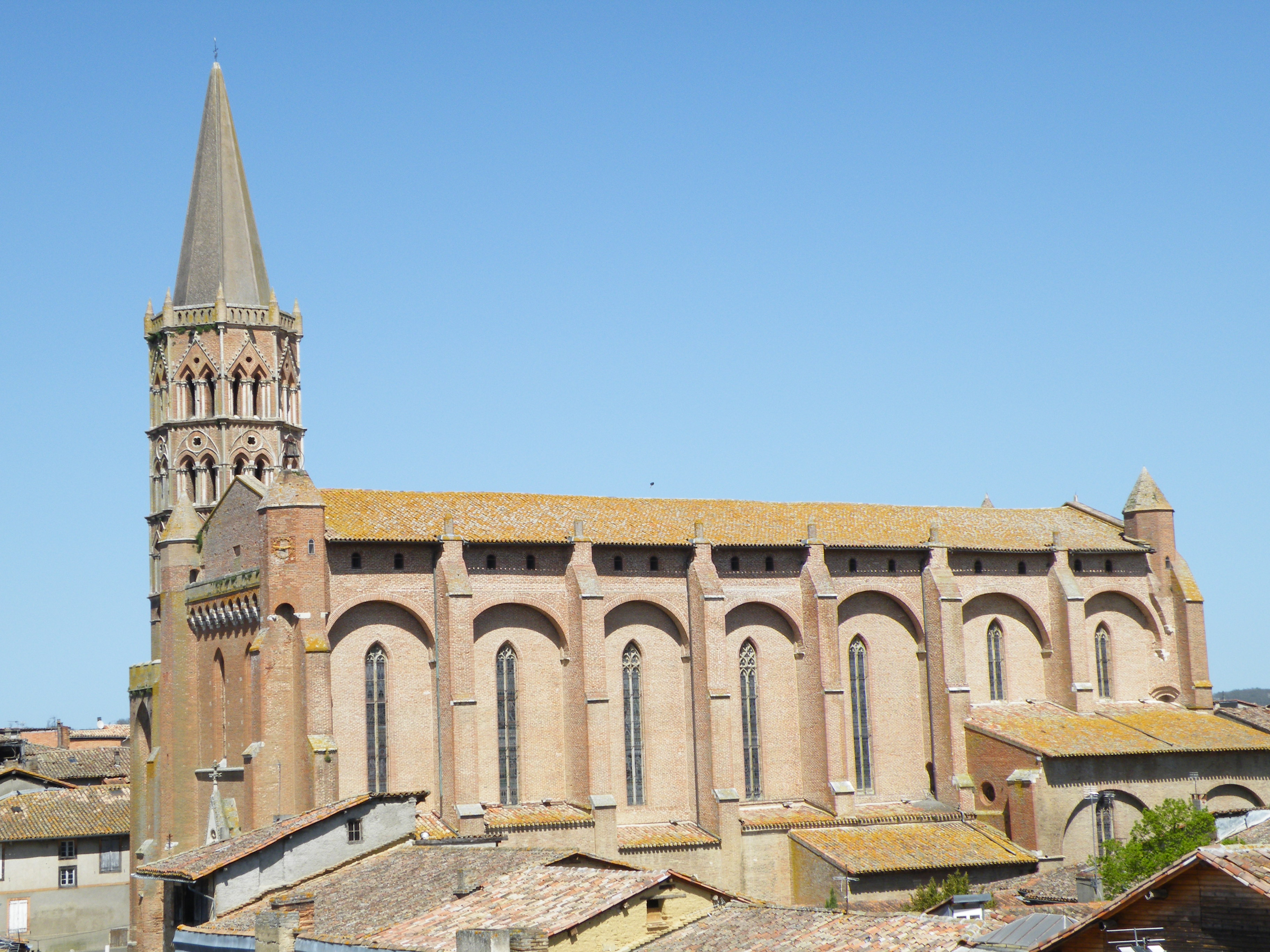
ノートルダム・ド・アソンプション教会
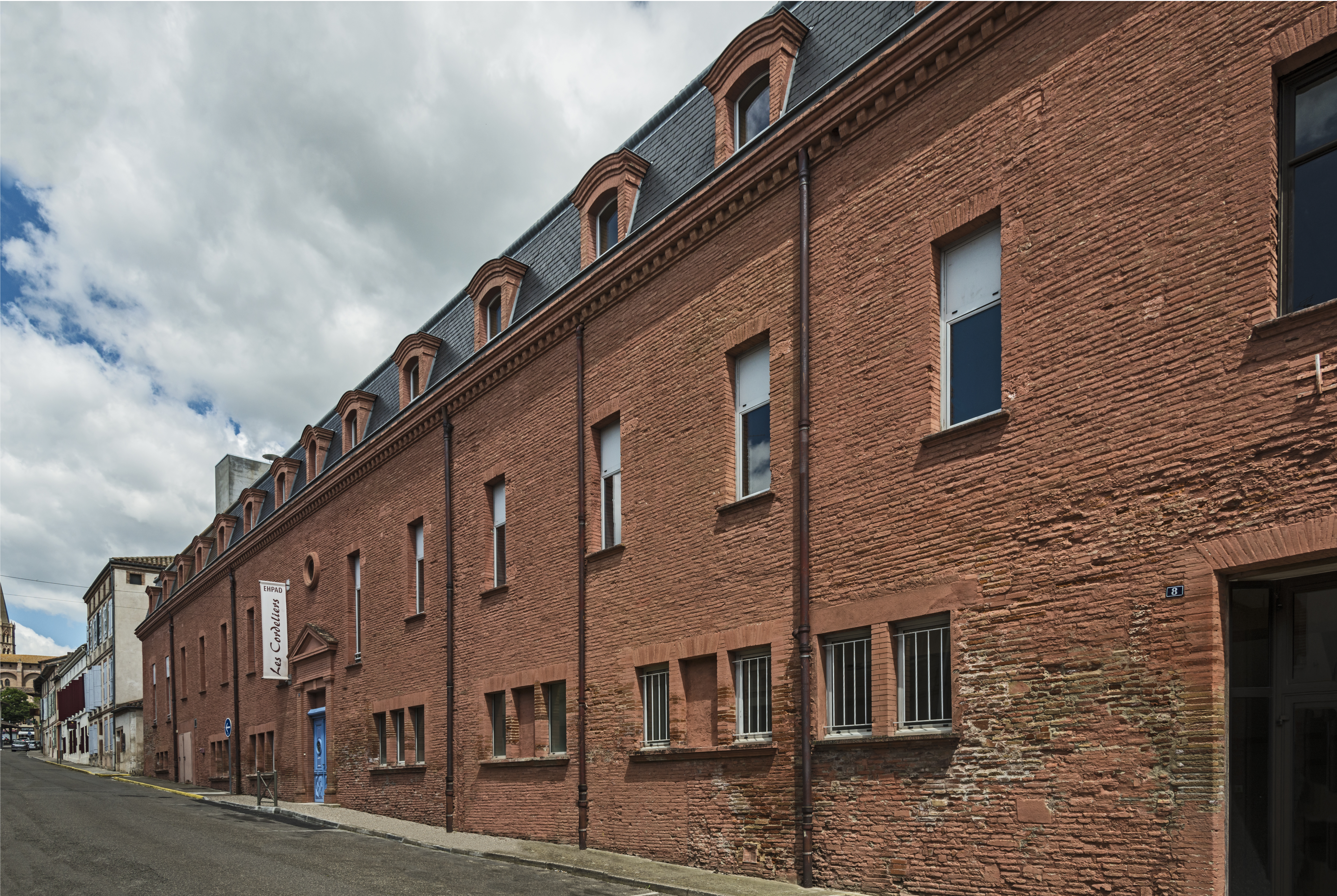
コルドリエ会修道院
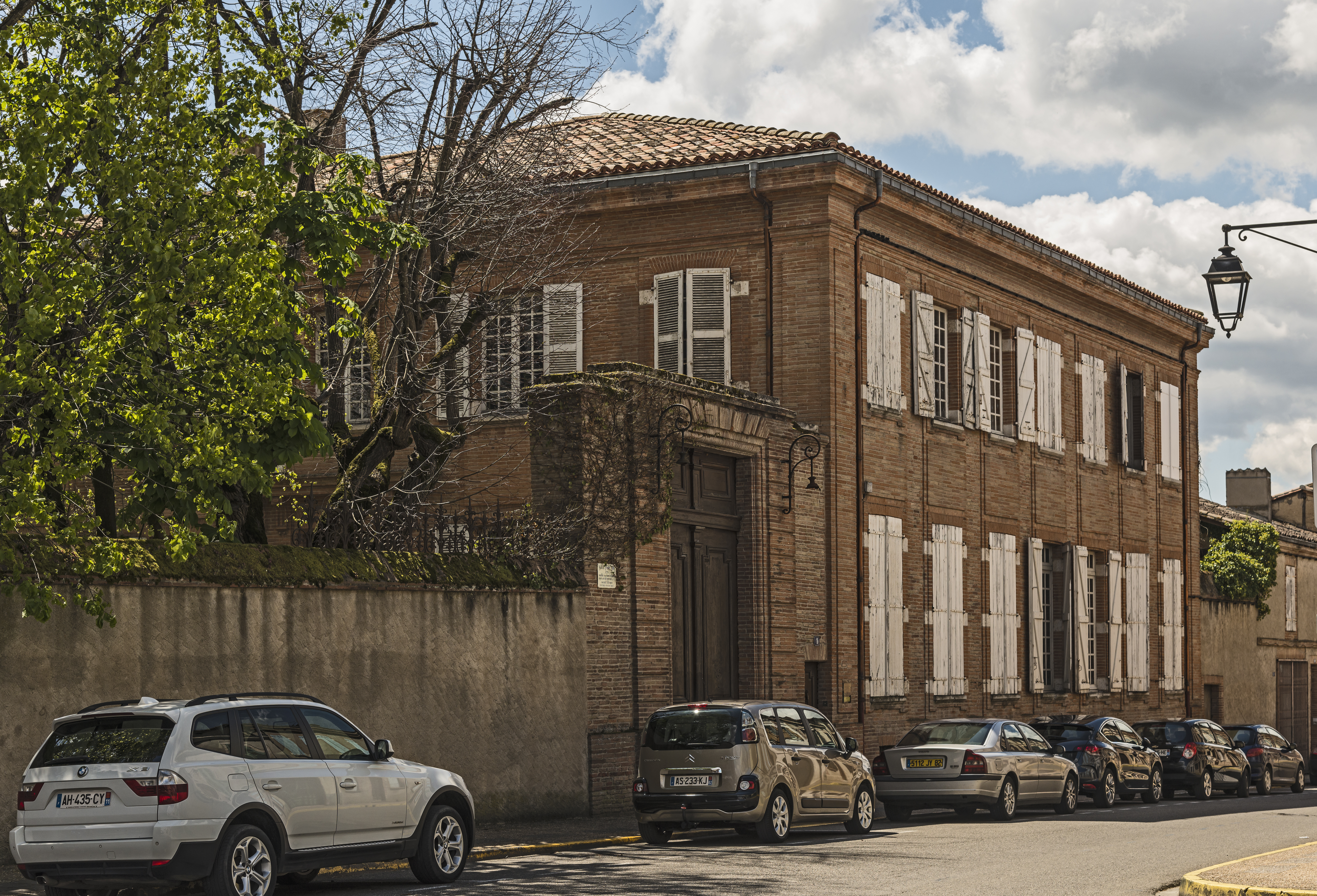
ピエール・ロン邸

## ゆかりの人物
- ピエール・ド・フェルマー